# Стратмор (Калифорнија)
Стратмор (енгл. Strathmore) насељено је место без административног статуса у америчкој савезној држави Калифорнија.

## Демографија
По попису из 2010. године број становника је 2.819, што је 235 (9,1%) становника више него 2000. године.
| Група             | 2000.         | 2010.         |
| Белци             | 722 (27,9%)   | 527 (18,7%)   |
| Афроамериканци    | 6 (0,2%)      | 12 (0,4%)     |
| Азијати           | 36 (1,4%)     | 7 (0,2%)      |
| Хиспаноамериканци | 1.771 (68,5%) | 2.238 (79,4%) |
| Укупно            | 2.584         | 2.819         |